# Naprężenie efektywne
Naprężenie efektywne (σ') – w geotechnice i mechanice gruntów jest miarą nacisku przenoszonego przez szkielet ziarnowy (zbiór stykających się ziaren). Naprężenie efektywne nie może być mierzone bezpośrednio, lecz może być obliczone jako różnica całkowitego naprężenia {\displaystyle \sigma } i ciśnienia porowego {\displaystyle u}
{\displaystyle \sigma '=\sigma -u.}
Termin naprężenia efektywnego został po raz pierwszy zastosowany w 1936 przez Karla von Terzaghiego. Wprowadzony przez niego termin miał oznaczać naprężenie, które powoduje efektywne przemieszczenie lub odkształcenie gruntu. Współcześnie termin oznacza średnie naprężenie przenoszone przez szkielet ziarnowy.